# One Desire
One Desire ist eine finnische Rock-Band, die 2012 gegründet wurde.

## Geschichte
Die Band wurde 2012 von Ossi Sivula gegründet. Die Besetzung wechselte regelmäßig, bis 2014 der finnische Gitarrist und Musikproduzent Jimmy Westerlund zur Band stieß. Zusammen produzierten sie drei Lieder, die bei Frontiers Music Srl Aufmerksamkeit erregten. Westerlund schlug vor, Andre Linman von der Gruppe Sturm und Drang als Sänger zu engagieren.
2017 erschien das Debütalbum One Desire, welches sich auf Platz 14 der finnischen Charts platzieren konnte. Das folgende Album Midnight Empire erreichte die Top 10 der finnischen Charts.
One Desire steuerten 2018 zu dem Spiel Wreckfest die Lieder Hurts und Buried Alive bei.

## Mitglieder
- Andre Linman ist Gitarrist und Sänger und wurde am 28. Februar 1992 in Vaasa geboren. 2004 gründete er die Heavy-Metal-Band Sturm und Drang
- Jimmy Westerlund ist Musikproduzent und Gitarrist. Geboren wurde er in Lapvyayartti.
- Ossi Sivula ist Schlagzeuger und Gründer.
- Jonas Kuhlberg ist Bassist und hat bereits für The Dark Element gespielt.

## Diskografie
Alben

| Jahr | Titel                          | Höchstplatzierung, Gesamtwochen, AuszeichnungChartsChartplatzierungen (Jahr, Titel, Platzierungen, Wochen, Auszeichnungen, Anmerkungen) | Anmerkungen |
| Jahr | Titel                          | FI | Anmerkungen |
| ---- | ------------------------------ | --- | ----------- |
| 2017 | One Desire                     | FI14 (1 Wo.)FI |             |
| 2020 | Midnight Empire                | FI8 (1 Wo.)FI |             |
| 2023 | Live with the Shadow Orchestra | — |             |